# 網走川

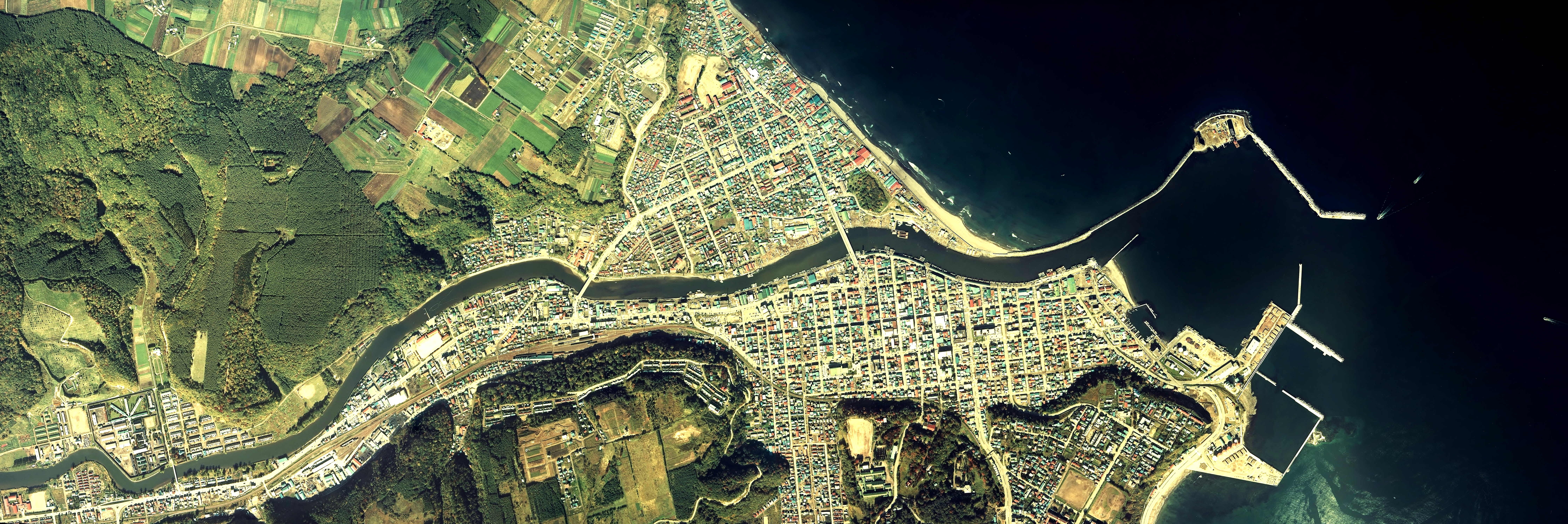
網走川出海口及網走市市區

網走川（日语：／ Abashirigawa */?）是位於日本北海道東部流入鄂霍次克海的一級河川。為網走川水系主流。

## 地理
網走川源頭位於網走郡津別町南部的阿幌岳南面，往西繞過阿幌岳後即一路往北與國道240號同行，至大空町女滿別地區流入網走湖，再從網走湖北側進入網走市市區，經過7公里後，最終通過市區進入鄂霍次克海。流域內80%區域為山林地，19%為農地，1%為都市規劃區域，居住人口約為8萬人。

## 名稱由來
過去原住民阿伊努人原本稱之為「rir-nay」（有波浪的河流），但由於也是網走地區的主要河川，後被和人命名為網走川。

## 流域

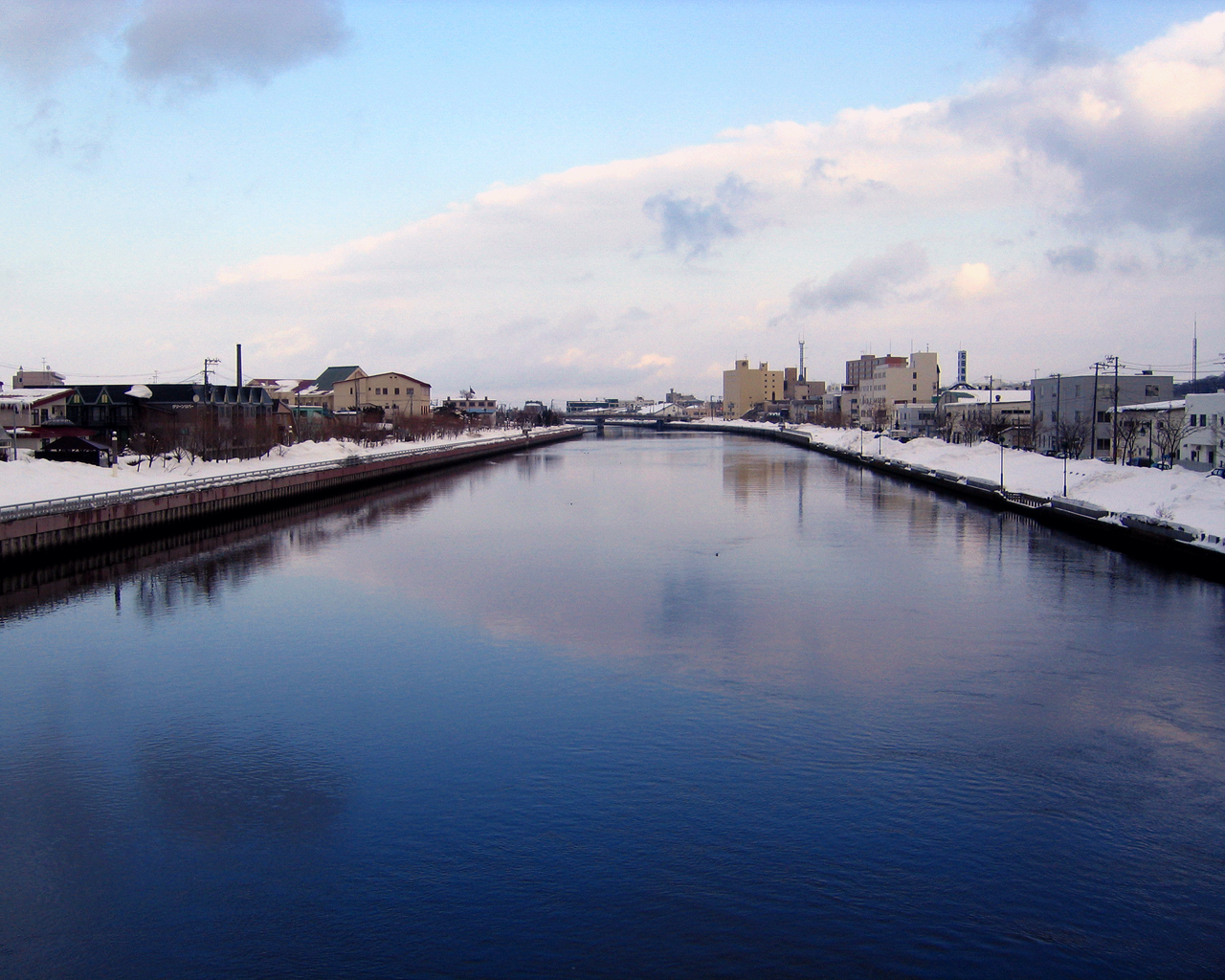
網走市内

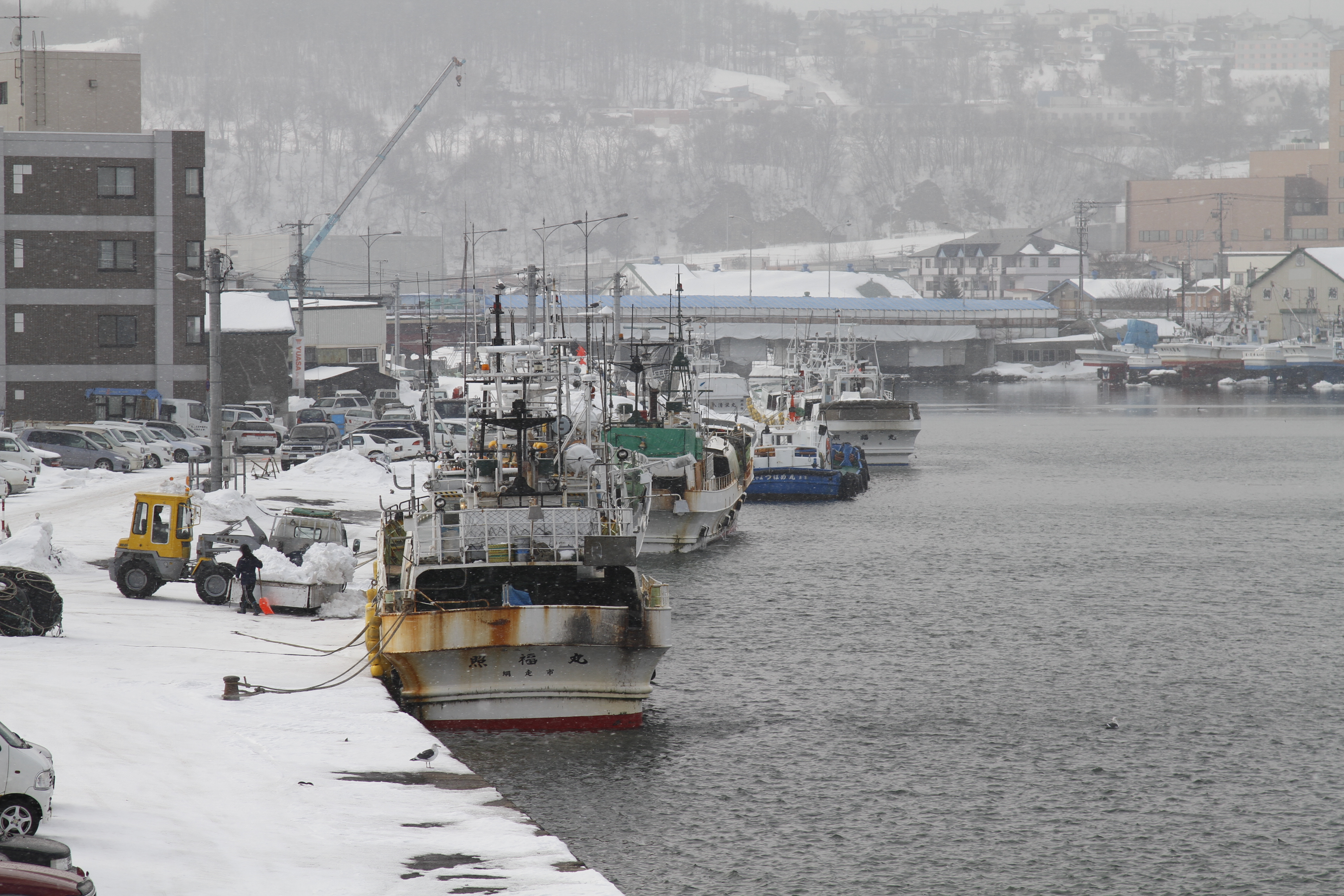
同・河口付近

流域涵蓋網走郡津別町、美幌町、大空町、網走市等1市3町。
各自治體與農漁業團體等已組成「網走川流域之會」進行環境保護活動。之前，2001年9月颱風帶來的濁流流入網走湖與河口，造成漁業（花蜆、帆立貝等）高額損失。網走市與網走、西網走兩漁協組成協議會開始針對上游進行調査，確認是各地農地與山林崩落所造成。在國土交通省北海道開發局協助下，協會除了採取崩落應對措施外，也推動河川清掃、孩童教育。環境的改善也使得鮭魚數量增加。

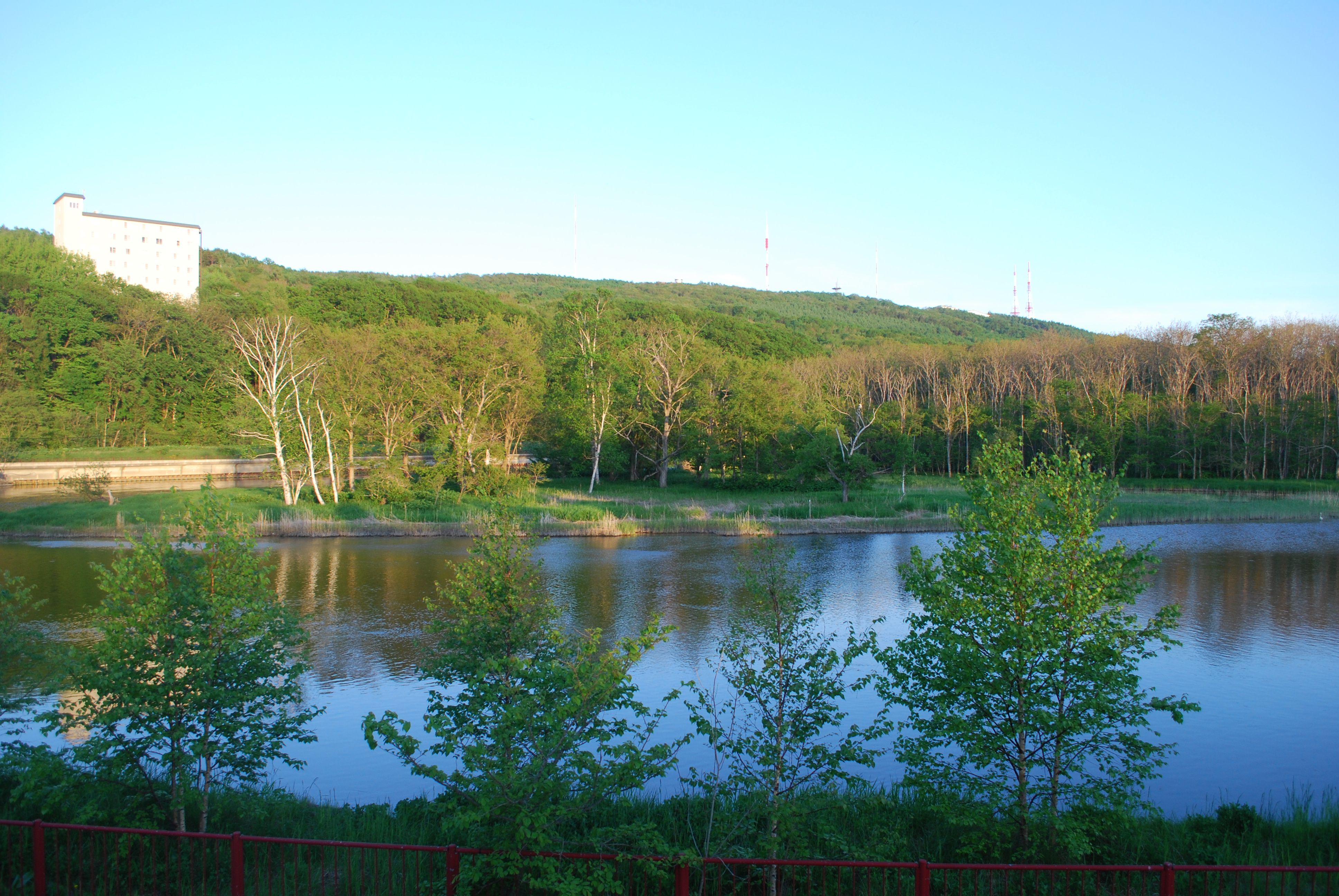
流經天都山旁的網走川
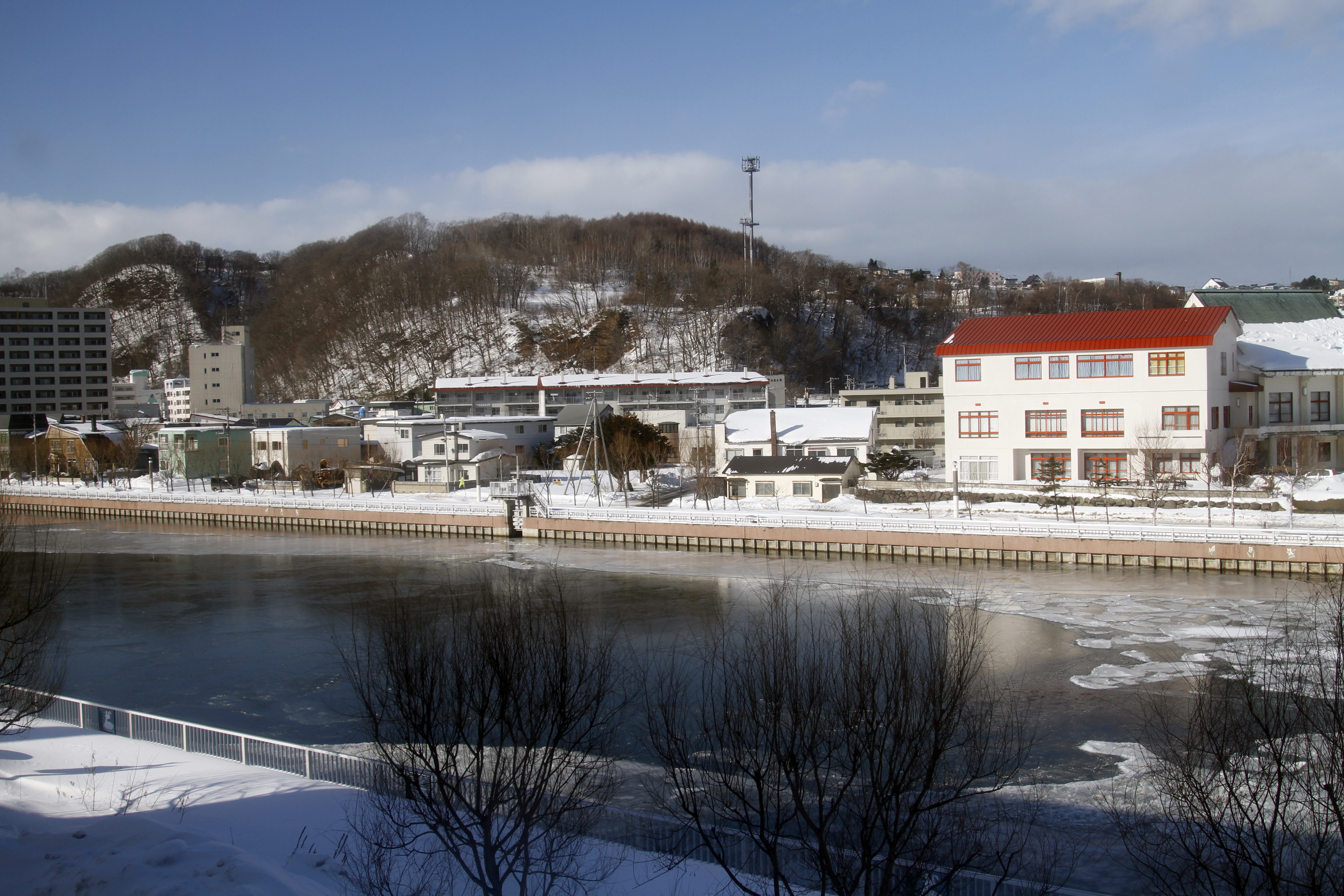
流經網走市市區的網走川
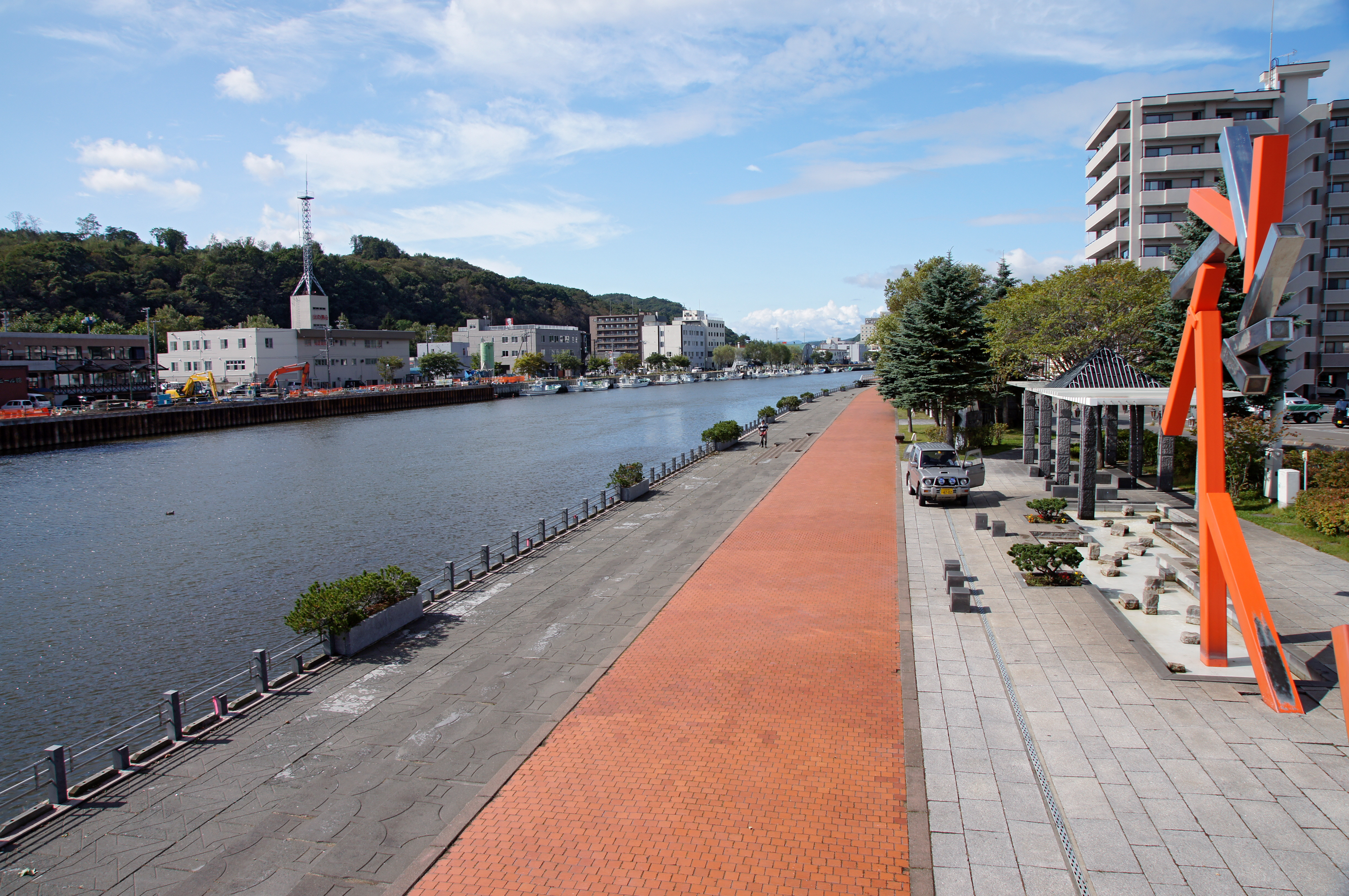
流經網走市市區的網走川
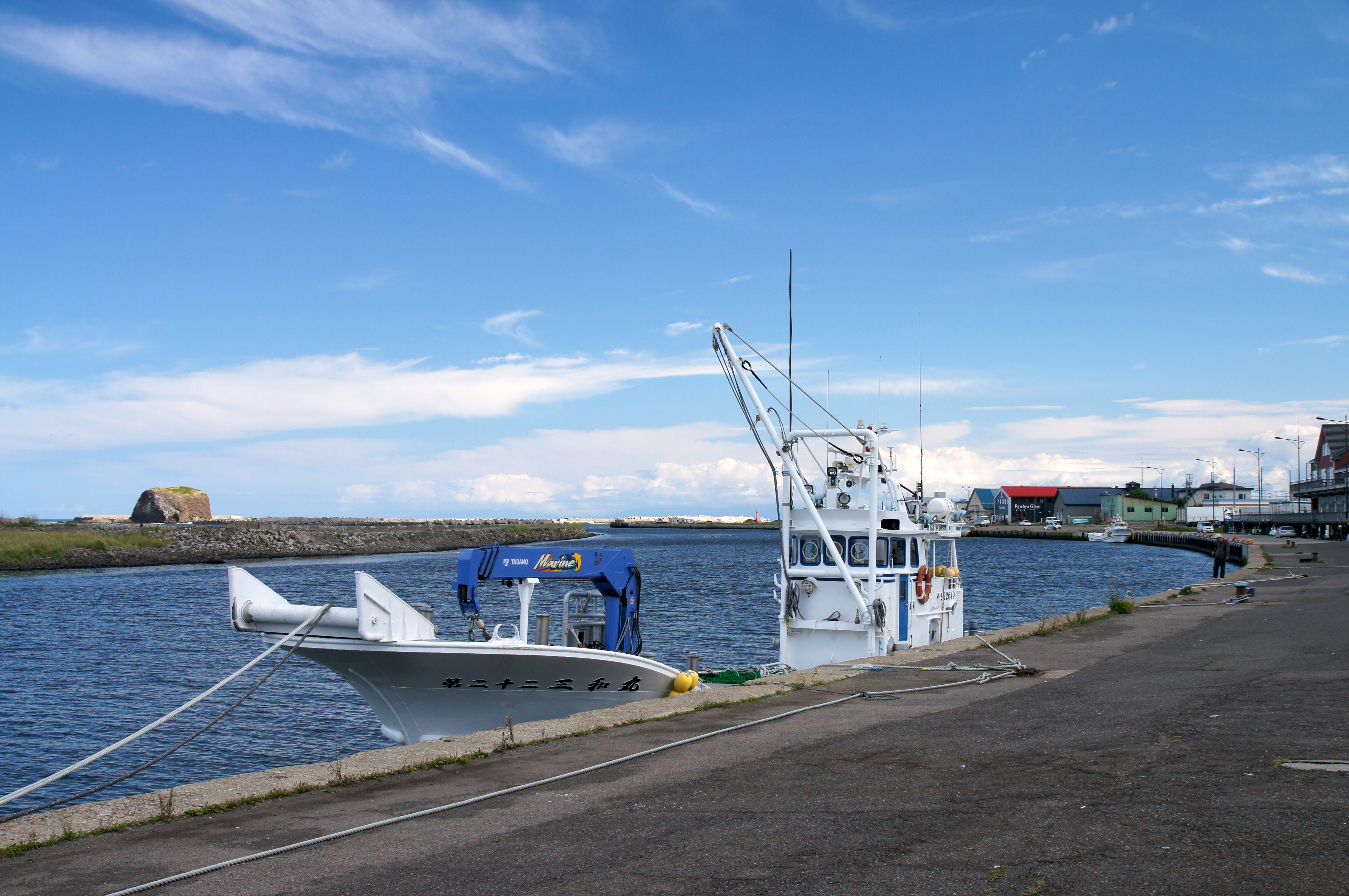
網走川出海口

## 支流
- 女滿別川（流入網走湖）
  - マストリ川
  - パナクシュベツ川
- トマップ川（流入網走湖）
- 美幌川（日语：美幌川）
- 榮森川
- タッコブ川
- 津別川
- オンネキキン川
- チミケップ川（チミケップ湖）
- ケミチャップ川

## 主要橋梁
- 翻木禽橋 - 北海道道51號津別陸別線
- 協榮橋 - 北海道道494号训子府津别线（日语：北海道道494号訓子府津別線）
- 達媚橋 - 北海道道27號北見津別線（日语：北海道道27号北見津別線）
- 活汲橋
- 上美幌橋
- 大正橋 - 北海道道217号北见美幌线（日语：北海道道217号北見美幌線）
- 美禽橋 - 國道39號
- 美幌大橋 - 国道39号美幌繞道（日语：美幌バイパス）
- 治水橋 - 北海道道714号住吉女满别停车场线（日语：北海道道714号住吉女満別停車場線）
- 大曲橋 - 國道238號（日语：国道238号）
- 鏡橋
- 新橋 - 國道39號
- 中央橋
- 網走橋 - 國道39號

## 外部連結
- （日語） 網走川水系 河川整備基本方針 （页面存档备份，存于） - 國土交通省
- （日語） 網走川・常呂川　河川事業概要 - 國土交通省 北海道開發局（日语：北海道開発局） 網走開發建設部